# Lobelhe do Mato
Lobelhe do Mato is een plaats (freguesia) in de Portugese gemeente Mangualde en telt 317 inwoners (2001).